# Frederick Muhlenberg
Frederick Augustus Conrad Muhlenberg (n. 1 ianuarie 1750, Trappe, Provincia Pennsylvania⁠(d) – d. 4 iunie 1801, Lancaster, Pennsylvania, SUA), a fost un preot și un politician american, primul speaker⁠(d) al Camerei Reprezentanților Statelor Unite ale Americii. Reprezentant în Camera Reprezentanților din partea statului Pennsylvania și un pastor lutheran prin profesie, Muhlenberg s-a născut în localitatea Trappe din Pennsylvania într-o familie de descendență germană.

## Educație și carieră teologică
Muhlenberg a fost student al Universității din Halle, Germania, unde a studiat teologie.  După terminarea studiilor teologice, Muhlenberg a fost numit de episcopia statului Pennsylvania (în original, Pennsylvania Ministerium⁠(d)) ca pastor al bisericii luterane în ziua de 25 octombrie 1770.  A predicat în Stouchsburg și Lebanon⁠(d), ambele în Pennsylvania, între 1770 și 1774, respectiv în New York City între 1774 - 1776.  Când britanicii au intrat în New York la declanșarea Războiului de independență al Statelor Unite ale Americii, a simțit obligația morală și etică de a se întoarce acasă, la Trappe.  S-a stabilit în New Hanover⁠(d), practicând apoi ca pastor în Oley⁠(d) și New Goshenhoppen⁠(d) până în august 1779.

## Carieră politică
Muhlenberg a fost unul din membrii Continental Congress în anii 1779 și1780, respectiv a servit ca reprezentativ al legislaturii statului său natal, Pennsylvania, în Pennsylvania House of Representatives⁠(d) între 1780 - 1783 fiind ales purtător de cuvânt la 3 noiembrie 1780.  Frederick Muhlenberg a fost delegat și președinte al Convenției constituționale din partea Pennsylvaniei la Convenția Constituțională a Statelor Unite ale Americii din anul 1787, care a scris, redactat și finalizat, apoi a ratificat Constituția federală a Statelor Unite. 
Ales în primul și în următoarele trei Congrese (4 martie 1789–4 martie 1797), Muhlenberg a fost speaker al Camerei Reprezentanților⁠(d) în Primul (1789-1791) și în al Treilea Congres⁠(d) (1793-1795). În 1796 nu a mai candidat.
Muhlenberg a fost și președinte al consiliului de cenzori al statului Pennsylvania, și a fost numit receptor general al Pennsylvania Land Office la 8 ianuarie 1800, funcție pe care a păstrat-o până la moartea sa în Lancaster, Pennsylvania, la 4 iunie 1801. A fost înmormântat în Cimitirul Woodward Hill de acolo. După moartea sa, orașul Muhlenberg a fost denumit în cinstea lui.

## Familie
Tatăl său, Henry Muhlenberg⁠(d), imigrant din Germania, este considerat fondatorul Bisericii Lutherane din America.  Fratele său, Peter⁠(d), a fost general al Continental Army. 

## Legenda Muhlenberg
Există o legendă urbană care afirmă că Muhlenberg ar fi motivul pentru care germana nu a devenit cea de-a doua limbă oficială a Statelor Unite ale Americii. Motivul probabil pentru care această referire există este un vot din Camera Reprezentanților din 1794 prin care se respingea la limită, cu 42 la 41, petiția unui grup de imigranți germani care cerea ca toate legile să fie traduse în limba germană. Muhlenberg, care a fost unul din cei care a votat contra petiției, deși era evident de descendență germană, studiase în Germania și stăpânea limba precum orice vorbitor nativ și elevat al acesteia, ar fi declarat că „cu cât mai repede germanii devin americani, cu atât mai bine va fi” (conform originalului, "the faster the Germans become Americans, the better it will be").